# Зелёный лесной певун
Зелёный лесно́й певу́н (лат. Setophaga virens) — вид птиц семейства древесницевых.

## Описание
Верхняя часть тела и макушка головы оливково-зелёного цвета. На чёрных крыльях белые полоски. Оперение нижней части тела светло-жёлтое с чёрными продольными полосами по бокам. У самцов оперение горла и груди чёрного цвета, у самок на груди чёрные крапины. Маленький клюв тонкий и острый. Длина тела 13 см.

## Распространение
Зелёный лесной певун гнездится в смешанных лесах на востоке Северной Америки, а также на севере и западе Канады. Зимой мигрирует на юг Флориды и в Центральную Америку.

## Питание
Питается преимущественно насекомыми. Зимой также ягодами и фруктами.